# The War on Witches
The War on Witches es una novela original basada en la serie televisiva americana Charmed, la primera de una serie de novelas publicadas por HarperCollins desde mayo de 2015. Está escrita por Paul Ruditis, editor del cómic de Charmed. La novela está situada entre los acontecimientos de las temporadas 9 y 10 de los cómics. La narrativa sigue a las cuatro brujas, Prue, Piper y Phoebe Halliwell, así como a Paige Matthews, las brujas buenas más poderosas de todos los tiempos, y su aliado medio-demonio, Cole Turner.

## Resumen del argumento
Situado después de los acontecimientos del episodio final de la serie televisiva, "Forever Charmed", y la edición final impresa de Charmed: Season 9, "The Power of 300". La narrativa detalla el reencuentro de Piper, Phoebe, y Paige con su hermana mayor, Prue, quién fue asesinada al final de la tercera temporada. Creando una alianza con el nuevamente-resucitado a medio-demonio Cole Turner, el marido anterior de Phoebe. Las cuatro brujas utilizan su ''Poder de Tres" para proteger a las brujas de una caza de brujas en San Francisco.

## Continuidad
La novela es la primera de una serie publicada por HarperCollins en el ficticio del "Universo de Charmed"; es oficialmente autorizado por los Productos del Consumidor del CBS quién posee los derechos de Charmed y su spin-off material. Una serie de novelas anteriores basadas en la serie televisiva fue publicada por Simon & Schuster entre 1999 y 2008.
La continuidad de la novela encaja entre los dos cómic de la serie, Charmed: Season 9 (2010–12) y Charmed: Season 10 (2014–), ambos publicado por Zenescope Entertainment. Su autor, Paul Ruditis, anteriormente escribió tres novelas en la serie Simon & Schuster – The Brewing Storm (2004), As Puck Would Have It (2006), y Leo Rising (2007) – así como tres guías oficiales, y todos los temas de la Temporada 9. Es actualmente el editor de la Temporada 10.
Hablando en la literatura temprana de Charmed,
Ruditis ha declarado que todo el material con licencia oficial relativo a la serie debe recibir la aprobación del estudio de CBS antes de su publicación con el fin de cumplir con el canon ficticio establecido. En consecuencia, "[e]l estudio todavía tiene que aprobar la dirección que los autores de la literatura Charmed toman. Según Pat Shand, autor de la Temporada 10, los cómics y novelas basadas en la franquicia son parte del canon de Charmed y siguen la continuidad establecida de la serie.